# Матч всех звёзд НБА 2011
Матч всех звёзд 2011 года (англ. 2011 NBA All-Star Game) — показательная баскетбольная игра, прошедшая в Лос-Анджелесе 20 февраля 2011 года. Эта игра стала 60 матчем всех звёзд в истории Национальной баскетбольной ассоциации. Матч всех звёзд 2011 года состоялся на домашней арене клубов «Лос-Анджелес Лейкерс» и «Лос-Анджелес Клипперс» «Стэйплс-центр». Это второй раз когда «Стэйплс-центр» получил право провести матч всех звёзд (первый раз матч проходил в 2004 году). В Лос-Анджелесе Матч всех звёзд проводится в пятый раз; город проводил мероприятие в 1963, 1972, 1983 и 2004 годах..

## Матч всех звёзд

### Тренера
Тренерами на Матче всех звёзд НБА являются тренера, чьи команды имеют самый большой процент побед в каждой конференции исходя из статистики на 6 февраля, то есть за 2 недели до матча Всех Звёзд. Однако, правило НБА гласит, что тренер, который уже тренировал команду звёзд в прошлом году не может быть выбран в этом году, даже если у его команды лучший процент побед в своей конференции. Поэтому, Джордж Карл и Стэн Ван Ганди, которые были тренерами на Матче звёзд 2010 года не могли быть выбраны в этом году.
Главным тренером звёзд Западной конференции был выбран наставник «Сан-Антонио Спёрс» Грегг Попович. Это 2 раз, когда он становится тренером команды Звёзд. Впервые это случилось в 2005 году. Его визави с Востока в этом году стал главный тренер «Бостон Селтикс» Док Риверс. У 49-летнего наставника это также второй раз, когда он становится тренером команды Звёзд. Впервые он руководил Звёздами Востока в 2008 году.

### Игроки

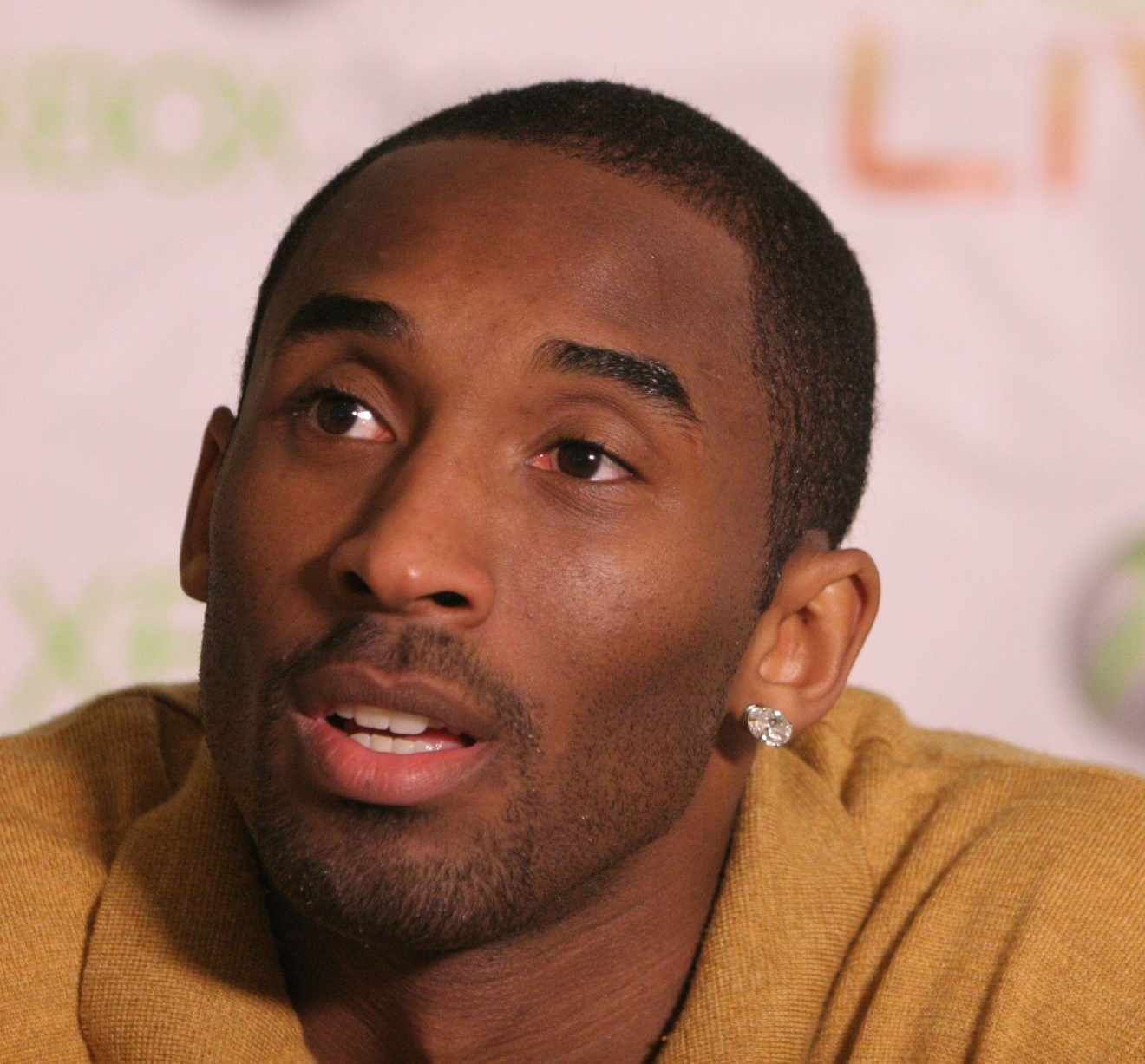
Коби Брайант — лидер голосования среди болельщиков (более чем 2,3 млн голосов).

Состав команд определялся двумя способами. Как и в предыдущие годы стартовые пятёрки команд определяются голосованием болельщиков. Два защитника, два нападающих и один центровой, набравшие максимальное количество голосов, входят в стартовый состав команд на Матч всех звёзд. Запасные игроки определялись голосованием среди главных тренеров команд соответствующей конференции. Тренер не имеет право голосовать за игроков своей команды. Запасные игроки команды состоят из 2 нападающих, 2 защитников, центрового и двух игроков вне зависимости от амплуа. При травме игрока замену ему определяет комиссионер.
Яо Мин пропустил игру из-за травмы, он был заменен комиссаром НБА Дэвидом Стерном на Кевина Лава. В стартовой пятерки тренер звёзд Западной конференции Грег Попович выбрал Тима Данкана, чтобы заменить Яо Мина(в связи травмой ноги).

### Составы
| Поз.                                    | Игрок             | Команда           | Уч.               | Всего голосов     |
| Стартовая пятёрка                       | Стартовая пятёрка | Стартовая пятёрка | Стартовая пятёрка | Стартовая пятёрка |
| --------------------------------------- | ----------------- | ----------------- | ----------------- | ----------------- |
| РЗ                                      | Деррик Роуз       | Чикаго Буллс      | 2                 | 1 914 996         |
| АЗ                                      | Дуэйн Уэйд        | Майами Хит        | 7                 | 2 048 175         |
| ЛФ                                      | Леброн Джеймс     | Майами Хит        | 7                 | 2 053 011         |
| ТФ                                      | Амаре Стадемайр   | Нью-Йорк Никс     | 6                 | 1 674 995         |
| Ц                                       | Дуайт Ховард      | Орландо Мэджик    | 5                 | 2 099 204         |
| Резервисты                              |                   |                   |                   |                   |
| АЗ                                      | Рэй Аллен         | Бостон Селтикс    | 10                | —                 |
| ТФ                                      | Крис Бош          | Майами Хит        | 6                 | —                 |
| ТФ                                      | Кевин Гарнетт     | Бостон Селтикс    | 14                | —                 |
| Ц                                       | Эл Хорфорд        | Атланта Хокс      | 2                 | —                 |
| ЛФ                                      | Джо Джонсон       | Атланта Хокс      | 5                 | —                 |
| ЛФ                                      | Пол Пирс          | Бостон Селтикс    | 9                 | —                 |
| РЗ                                      | Рэджон Рондо      | Бостон Селтикс    | 2                 | —                 |
| Гл. тренер: Док Риверс (Бостон Селтикс) |                   |                   |                   |                   |

| Поз.                                          | Игрок             | Команда               | Уч.               | Всего голосов     |
| Стартовая пятёрка                             | Стартовая пятёрка | Стартовая пятёрка     | Стартовая пятёрка | Стартовая пятёрка |
| --------------------------------------------- | ----------------- | --------------------- | ----------------- | ----------------- |
| РЗ                                            | Крис Пол          | Нью-Орлеан Хорнетс    | 4                 | 1 281 591         |
| АЗ                                            | Коби Брайант      | Лос-Анджелес Лэйкерс  | 13                | 2 380 016         |
| ЛФ                                            | Кевин Дюрант      | Оклахома-сити Тандер  | 2                 | 1 736 728         |
| ТФ                                            | Кармело Энтони    | Денвер Наггетс        | 4                 | 1 299 849         |
| Ц                                             | Тим Данкан        | Сан-Антонио Спёрс     | 13                | —                 |
| Резервисты                                    |                   |                       |                   |                   |
| Ц                                             | Кевин Лав         | Миннесота Тимбервулвз | 1                 | —                 |
| ТФ                                            | Пау Газоль        | Лос-Анджелес Лейкерс  | 4                 | —                 |
| АЗ                                            | Ману Жинобили     | Сан-Антонио Спёрс     | 2                 | —                 |
| ТФ                                            | Блэйк Гриффин     | Лос-Анджелес Клипперс | 1                 | —                 |
| Ц                                             | Яо МинINJ 1       | Хьюстон Рокетс        | 8                 | 1 146 426         |
| ТФ                                            | Дирк Новитцки     | Даллас Маверикс       | 10                | —                 |
| РЗ                                            | Рассел Уэстбрук   | Оклахома-сити Тандер  | 1                 | —                 |
| РЗ                                            | Дерон Уильямс     | Юта Джаз              | 2                 | —                 |
| Гл. тренер: Грегг Попович (Сан-Антонио Спёрс) |                   |                       |                   |                   |

↑ Яо Мин пропустил игру из-за травмы колена. Его заменил Кевин Лав.

### Игра
| 20 февраля 2011 08:00 p.m. UTC-8 | Отчёт | Восток                                  | 143:148  | Запад                               | Лос-Анджелес, Калифорния, Стэйплс-центр Зрителей: 17163 |
| 20 февраля 2011 08:00 p.m. UTC-8 | Отчёт | 27:37, 37:39, 36:41, 43:31              |          |                                     | Лос-Анджелес, Калифорния, Стэйплс-центр Зрителей: 17163 |
| 20 февраля 2011 08:00 p.m. UTC-8 | Отчёт | Леброн Джеймс (29) Амаре Стадемайр (29) | Очки     | Коби Брайант (37) Кевин Дюрант (34) | Лос-Анджелес, Калифорния, Стэйплс-центр Зрителей: 17163 |
| 20 февраля 2011 08:00 p.m. UTC-8 | Отчёт | Леброн Джеймс (12)                      | Подборы  | Коби Брайант (14)                   | Лос-Анджелес, Калифорния, Стэйплс-центр Зрителей: 17163 |
| 20 февраля 2011 08:00 p.m. UTC-8 | Отчёт | Леброн Джеймс (10) Рэджон Рондо (8)     | Передачи | Крис Пол (7) Дерон Уильямс (7)      | Лос-Анджелес, Калифорния, Стэйплс-центр Зрителей: 17163 |

Коби Брайант, который набрал 37 очков и сделал 14 подборов, стал четырёхкратным самым ценным игроком Матча всех звёзд НБА и сравнялся по числу выигранной награды с Бобом Петтитом.
Леброн Джеймс, играя за команду Востока, сделал второй в истории матча всех звёзд трипл-дабл (29 очков, 12 подборов, 10 передач). Первый трипл-дабл в матчах всех звёзд сделал в 1997 году Майкл Джордан.

## Матч новички против второгодок

### Состав
Матч новички против второгодков представляет собой встречу команды игроков, которые выступают первый год в НБА («Новички»), против команды баскетболистов, играющих второй год в НБА («Второгодки»). Матч делится на две половины по двадцать минут как в студенческом баскетболе. Участвующие игроки выбирались путём голосования среди ассистентов главных тренеров клубов НБА. Команда новичков включала пять из первых десяти баскетболистов, которых выбрали на Драфте НБА 2010 года: Джон Уолл, Деррик Фейворс, Уэсли Джонсон, Демаркус Казинс, Грег Монро. Блэйк Гриффин, выбранный первым на Драфте НБА 2009 года, также включен в сборную новичков, так как пропустил сезон 2009—2010 из-за травмы. В команду второгодок выбрали шесть баскетболистов, которые играли в предыдущей игре: Деджуан Блэр, Стефен Карри, Тайрик Эванс, Тадж Гибсон,  Джеймс Харден и Брендон Дженнингс. Однако,  Джеймс Харден позже заменил Эванса из-за травмы.
Главными тренерами команд новичков и второгодок были помощниками в тренерских штабах команд Запада и Востока во время матча всех звёзд 2011: Майкл Буденхолзер  из «Сан-Антонио Спёрс» и Лоуренс Фрэнк из «Бостон Селтикс». Им помогали два звёздных игрока и два ветерана, которые работали в качестве ассистентов тренеров: Амаре Стадемайр, Кармело Энтони, Кевин Макхейл и Стив Керр. Буденхолзер, Стадемайр, Макхейл тренировали команду новичков, Фрэнк, Энтони, Керр — второгодок.

| РЗ                                                    | Эрик Бледсо     | Лос-Анджелес Клипперс |
| Ц                                                     | Демаркус Казинс | Сакраменто Кингз      |
| Ф                                                     | Деррик Фейворс  | Нью-Джерси Нетс       |
| З/Ф                                                   | Лэндри Филдс    | Нью-Йорк Никс         |
| ТФ                                                    | Блэйк Гриффин   | Лос-Анджелес Клипперс |
| З/Ф                                                   | Уэсли Джонсон   | Миннесота Тимбервулвз |
| Ц                                                     | Грег Монро      | Детройт Пистонс       |
| 3                                                     | Гэри Нил        | Сан-Антонио Спёрс     |
| РЗ                                                    | Джон Уолл       | Вашингтон Уизардс     |
| Главный тренер: Майкл Буденхолзер (Сан-Антонио Спёрс) |                 |                       |
| Ассистент тренера: Амаре Стадемайр (Нью-Йорк Никс)    |                 |                       |
| Ассистент тренера: Кевин Макхейл                      |                 |                       |

| Ц                                                   | Деджуан Блэр      | Сан-Антонио Спёрс       |
| РЗ                                                  | Стефен Карри      | Голден Стэйт Уорриорз   |
| З                                                   | Тайрик ЭвансINJ   | Сакраменто Кингз        |
| АЗ                                                  | Демар Дерозан     | Торонто Рэпторс         |
| Ф                                                   | Тадж Гибсон       | Чикаго Буллз            |
| АЗ                                                  | Джеймс ХарденREP  | Оклахома-Сити Тандер    |
| З                                                   | Джру Холидей      | Филадельфия 76          |
| Ф/Ц                                                 | Серж Ибака        | Оклахома-Сити Тандер    |
| РЗ                                                  | Брендон Дженнингс | Милуоки Бакс            |
| АЗ                                                  | Уэсли Мэттьюз     | Портленд Трэйл Блэйзерс |
| Главный тренер: Лоуренс Фрэнк (Бостон Селтикс)      |                   |                         |
| Ассистент тренера: Кармело Энтони (Денвер Наггетс ) |                   |                         |
| Ассистент тренера: Стив Керр                        |                   |                         |

↑  Тайрик Эванс не участвовал из-за травмы.

↑  Джеймс Харден заменил Тайрика Эванса.

### Игра
| 18 февраля, 2011 года 9:00 p.m. UTC-8 | Отчёт | Новички                          | 148:140  | Второгодки         | Лос-Анджелес, Калифорния, Стэйплс-центр Зрителей: 17163 |
| 18 февраля, 2011 года 9:00 p.m. UTC-8 | Отчёт | Счёт по половинам: 71:69, 77:71. |          |                    | Лос-Анджелес, Калифорния, Стэйплс-центр Зрителей: 17163 |
| 18 февраля, 2011 года 9:00 p.m. UTC-8 | Отчёт | Демаркус Казинс (33)             | Очки     | Джеймс Харден (30) | Лос-Анджелес, Калифорния, Стэйплс-центр Зрителей: 17163 |
| 18 февраля, 2011 года 9:00 p.m. UTC-8 | Отчёт | Демаркус Казинс (14)             | Подборы  | Деджуан Блэр (15)  | Лос-Анджелес, Калифорния, Стэйплс-центр Зрителей: 17163 |
| 18 февраля, 2011 года 9:00 p.m. UTC-8 | Отчёт | Джон Уолл (22)                   | Передачи | Стефен Карри (8)   | Лос-Анджелес, Калифорния, Стэйплс-центр Зрителей: 17163 |

Джон Уолл, который набрал 12 очков, отдал 22 передач, стал самым ценным игроком матча.

## Конкурс слэм-данков
5 января 2011 года было объявлено, что в конкурсе слэм-данков примут участие 4 баскетболистов: Блэйк Гриффин , Джавейл Макги , Серж Ибака и Брендон Дженнингс. 20 января было объявлено, что Брендона Дженнингса из-за травмы ноги заменит Демар Дерозан.
В последний раунд вышли Джавейл Макги и Блэйк Гриффин. По результатам голосования победу в финальном раунде одержал Блэйк, который запомнился номером с автомобилем. На арену Стэйплс-центра вывезли KIA Optima, а по другую сторону площадки Кенни Смит вывел христианский хор, который исполнил песню „I believe I can fly“. Под эту музыку Бэрон Дэвис из люка навесил мячик на кольцо, после чего Гриффин, перепрыгнув капот машины, забил сверху.
| Поз. | Игрок                | Команда               | Рост | Вес | Первый раунд | Первый раунд | Первый раунд | Финальный раунд |
| Поз. | Игрок                | Команда               | Рост | Вес | 1 данк       | 2 данк       | Всего        | Голосование     |
| ---- | -------------------- | --------------------- | ---- | --- | ------------ | ------------ | ------------ | --------------- |
| Ф    | Блэйк Гриффин        | Лос-Анджелес Клипперс | 208  | 114 | 49           | 46           | 95           | 68 %            |
| Ц    | Джавейл Макги        | Вашингтон Уизардс     | 213  | 114 | 50           | 49           | 99           | 32 %            |
| З/Ф  | Демар Дерозан        | Торонто Рэпторс       | 201  | 100 | 44           | 50           | 94           | -               |
| Ф    | Серж Ибака           | Оклахома-Сити Тандер  | 208  | 107 | 45           | 45           | 90           | -               |
| З    | Брендон ДженнингсINJ | Милуоки Бакс          | 185  | 77  | —            | —            | —            | —               |

↑  Брендон Дженнингс не принял участие из-за травмы. Его заменил Демар Дерозан.

## Конкурс трехочковых бросков
В конкурсе трехочковых бросков участвовали 6 баскетболистов: Пол Пирс, который защищал свой прошлогодний титул, его одноклубник из «Бостона» Рэй Аллен, а также  Дэниел Гибсон, Джеймс Джонс,Кевин Дюрант, Дорелл Райт.
Победителем стал Джеймс Джонс, набравший 20 очков в финальном раунде, опередивший Пола Пирса и Рея Аллена соответственно с 18 и 15 баллами.
| Поз. | Игрок         | Команда               | Рост   | Вес    | Первый раунд | Финал |
| ---- | ------------- | --------------------- | ------ | ------ | ------------ | ----- |
| ЛФ   | Джеймс Джонс  | Майами Хит            | 203 см | 98 кг  | 16           | 20    |
| ЛФ   | Пол Пирс      | Бостон Селтикс        | 201 см | 107 кг | 12           | 18    |
| АЗ   | Рэй Аллен     | Бостон Селтикс        | 196 см | 93 кг  | 20           | 15    |
| ЛФ   | Дорелл Райт   | Голден Стэйт Уорриорз | 206 см | 95 кг  | 11           |       |
| РЗ   | Дэниел Гибсон | Кливленд Кавальерс    | 188 см | 90 кг  | 7            |       |
| ЛФ   | Кевин Дюрант  | Оклахома-сити Тандер  | 206 см | 97 кг  | 6            |       |

## Конкурс владения мячом
В конкурсе владения мячом соревновались пять баскетболистов. Трехкратный участник состязания — Крис Пол был выбран автоматически. Он боролся с Стефеном Карри, Дерриком Роузом, Джоном Уоллом, Расселом Уэстбруком, которых выбрали болельщики из 8 кандидатов.
В финале Стефен Карри победил Рассела Уэстбрука.
| Поз. | Игрок           | Команда               | Рост   | Вес     | 1 раунд | Финал |
| ---- | --------------- | --------------------- | ------ | ------- | ------- | ----- |
| РЗ   | Стефен Карри    | Голден Стэйт Уорриорз | 191 см | 84 кг   | 34.1    | 28.2  |
| РЗ   | Рассел Уэстбрук | Оклахома-сити Тандер  | 191 см | 84,8 кг | 30.0    | 44.2  |
| РЗ   | Деррик Роуз     | Чикаго Буллз          | 191 см | 86,6 кг | 35.7    |       |
| РЗ   | Джон Уолл       | Вашингтон Уизардс     | 193 см | 89 кг   | 39.3    |       |
| РЗ   | Крис Пол        | Нью-Орлеан Хорнетс    | 183 см | 79,4 кг | 42.7    |       |

| Поз. | Игрок        | Команда               | Рост   | Вес     |
| ---- | ------------ | --------------------- | ------ | ------- |
| РЗ   | Бэрон Дэвис  | Лос-Анджелес Клипперс | 191 см | 98 кг   |
| АЗ   | Тайрик Эванс | Сакраменто Кингз      | 198 см | 100 кг  |
| РЗ   | Дерек Фишер  | Лос-Анджелес Лейкерс  | 185 см | 95,3 кг |
| РЗ   | Тони Паркер  | Сан-Антонио Спёрс     | 188 см | 84,8 кг |